# قهی
قِهی روستایی از توابع بخش مرکزی شهرستان هرند در استان اصفهان ایران است.
این روستا در ۸۰ کیلومتری شرق اصفهان واقع شده است  این روستا در یازده کیلومتری جنوب غرب کوهپایه و هفت کیلومتری غرب هرند مرکز شهرستان هرند قرار دارد و دارای ۱۵۷۵ متر ارتفاع نسبت به سطح دریاست.روستای تاریخی قهی در تاریخ ۲۳ مهر ۱۳۸۴ با شمارهٔ ثبت ۱۳۶۰۰ به‌عنوان یکی از آثار ملی ایران به ثبت رسیده است. 

## واژه‌شناسی
نام این روستا که براساس روایات متعلق به دوره‌های قبل از اسلام و در واقع به نام کهی بوده به معنای جای پست مقابل واژه کوهپایه‌است. باستان‌شناسان معتقدند مسجد جامع قهی پیش از اسلام آتشکده زرتشتیان بوده‌است.
روستای تاریخی قهی به علت قرار گرفتن در دل کویر تا ۵۰ سال قبل، مرکز شترداری ایران بوده‌است اما با ورود اتومبیل و کامیون این حرفه کم‌کم در روستا رو به فراموشی سپرده شد و جمعیت روستا نیز که شترداری حرفه اصلی‌شان بود به مرور از روستا کوچ کرد و از جمعیت ۳۰۰۰ نفری آن طی ۵۰ سال گذشته کمتر از ۸۰۰ نفر باقی مانده‌است. «ماکسیم سیرو» در کتاب راه‌های تاریخی اصفهان نیز در ۶۰ سال قبل از روستای قهی به عنوان یک شهر یاد کرده‌است.
به روایتی هم گفته می‌شود که نام این روستا پیش از این «کهی» بوده و زمانی بیش از ۷۰ دستگاه شترخوان، کاروانسرا و هزاران شتر برای حمل کالاهای تجاری در این منطقه وجود داشته‌است که در حال حاضر تمامی آن متروکه شده‌است.
روستای قهی یکی از تاریخی‌ترین روستاهای استان اصفهان است. برخی از خانه‌های تاریخی این روستا قدمتی برابر با دوره صفویه دارند و کلیت بافت آن را خانه‌هایی از دورهٔ قاجار تشکیل داده‌است. تاکنون ۶۵ درصد از بافت تاریخی روستای قهی سالم مانده‌است.

## زبان
اهالی و مردم این روستا به زبان و لهجه منحصر بفردی با هم تکلم می‌کنند که رواج چنین زبانی نشان از وجود فرهنگ دیرینه این روستا دارد.
در این روستا حدود ۲۰ اثر ثبت شده ملی مربوط به دوره صفویه و قاجار و خانه‌های قدیمی زیادی مربوط به ۵۰۰ سال پیش وجود دارد. در میان این ساختمان‌ها، شترخانه‌ها و کاروانسراهای زیادی که هنوز ثبت نشده نیز به چشم می‌خورد.

## معماری خاص
مرمت و احیا شترخان‌ها (محل‌های نگهداری شتر) یکی از مهم‌ترین اهداف احیای روستای قهی است. معماری گذشته روستای قهی شامل دیوارها، برج و باروها و سردرهای بلند که شکلی نیمه اشرافی دارد، متفاوت از بناهای سادهٔ روستایی هم عصر خود است. این معماری علاوه بر ساختمان‌های شترخان، خانه‌های مسکونی را هم در بر می‌گیرد.
از شاخصه‌های معماری این روستا خانه‌های بزرگ و اربابی به شکل قلعه‌است. این روستا دارای برج، مساجد،مسجد جامع،امامزاده عبدالواحد ،حمام، دوآب‌انبار، کاروانسرا، دو حسینیه که تقریباً از بین‌رفته‌اند، امامزاده پیر شمس‌الدین و آتشگاه است.
مصالح خاص معماری آن نیز از خشت و گل و گاهی چوب است.

## نگارخانه

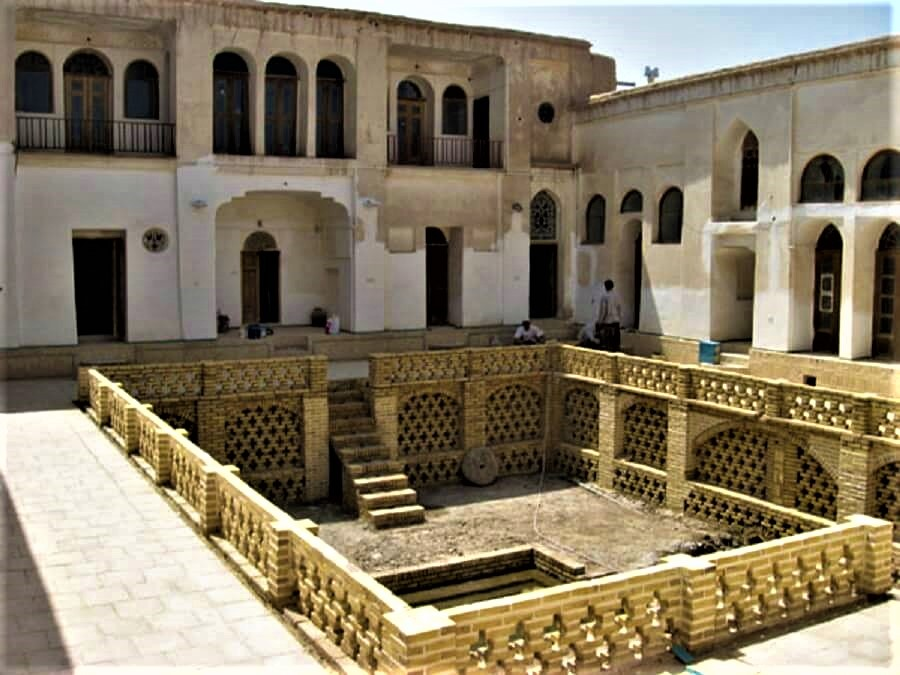
خانه تقوی (حاج آخوند قهی)
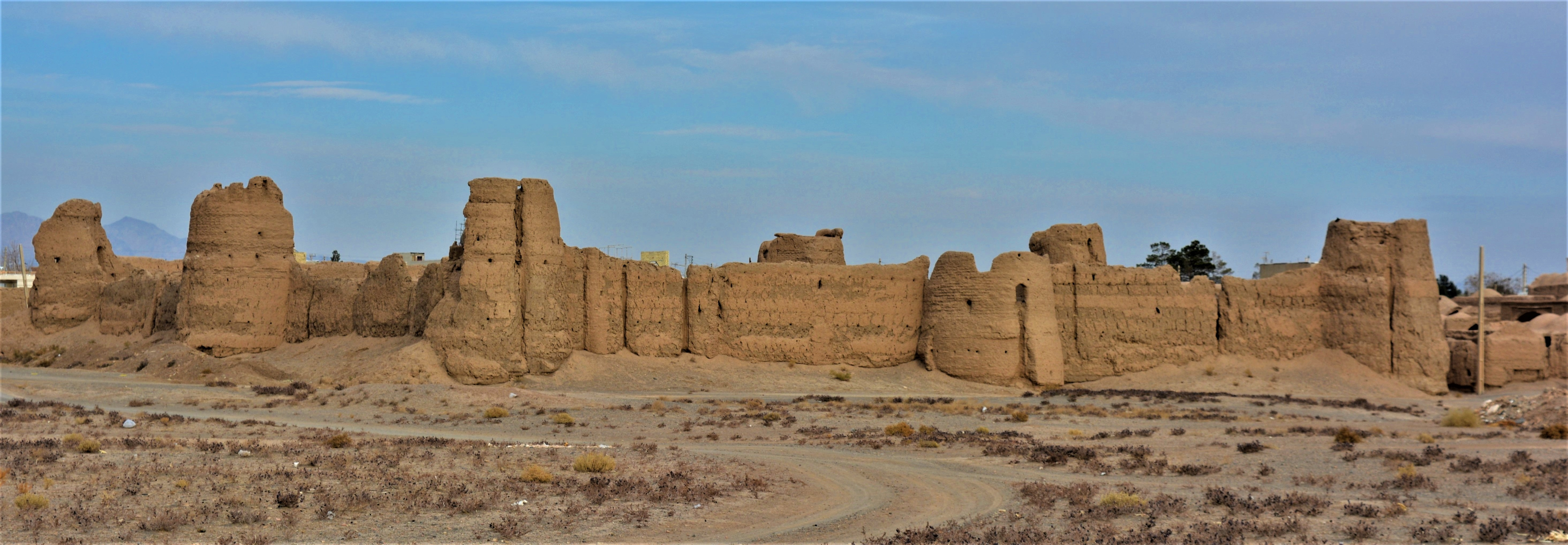
قلعه اتشگاه